# یوزف هفمان
یوزف هُفمان (به آلمانی: Josef Hoffmann) (زاده ۱۵ دسامبر ۱۸۷۰ – در گذشته ۷ مهٔ ۱۹۵۶) یک معمار اهل اتریش بود.